# Toledo Mercurys
Toledo Mercurys byl profesionální americký klub ledního hokeje, který sídlil v Toledu ve státě Ohio. V letech 1947–1949 a 1950–1962 působil v profesionální soutěži International Hockey League. Mercurys ve své poslední sezóně v IHL skončily v základní části. Své domácí zápasy odehrával v hale Toledo Sports Arena s kapacitou 5 230 diváků. Klubové barvy byly zelená a zlatá.
Jednalo se o trojnásobného vítěze Turner Cupu (sezóny 1947/48, 1950/51 a 1951/52).

## Historické názvy
Zdroj: 
- 1947 – Toledo Mercurys
- 1949 – Toledo Buckeyes
- 1950 – Toledo Mercurys
- 1955 – Toledo-Marion Mercurys
- 1956 – Toledo Mercurys
- 1959 – Toledo-St. Louis Mercurys
- 1960 – Toledo Mercurys

## Úspěchy
- Vítěz Turner Cupu ( 3× )
  - 1947/48, 1950/51, 1951/52

## Přehled ligové účasti
Zdroj: 
- 1947–1948: International Hockey League
- 1948–1949: International Hockey League (Jižní divize)
- 1949–1950: Eastern Hockey League (Západní divize)
- 1950–1959: International Hockey League
- 1959–1961: International Hockey League (Východní divize)
- 1961–1962: International Hockey League